# PODIM
PODIM je mednarodna konferenca za podjetnike iz zagonskih podjetij (»startupov«), ki poteka vsako leto v Mariboru.
Prvič je bila organizirana leta 1980 v Mariboru in velja zdaj za enega vodilnih dogodkov za zagonska podjetja v alpsko-jadranski regiji. Dvodnevni dogodki so namenjeni predstavitvam zagonskih podjetij in njihovem povezovanju z drugimi tovrstnimi podjetji, mentorji, investitorji in poslovnimi partnerji.